# Manuel Enrique Moreno
Manuel Enrique Moreno Ordóñez (n. Cuyotenango, Suchitepéquez, Guatemala 18 de junio de 1992) es un futbolista guatemalteco que juega en la posición de defensa, y su equipo actual es el Xelajú MC de la Liga Nacional de Fútbol de Guatemala. Surgió de las divisiones inferiores del ya desaparecido club Juventud Retalteca y su formó parte de la Selección de Guatemala sub-20 que consiguió su clasificación a la Copa Mundial de Fútbol Sub-20 de 2011.

## Selección nacional

### Participaciones en Copas del Mundo
| Mundial                     | Sede     | Resultado        |
| --------------------------- | -------- | ---------------- |
| Copa Mundial Sub-20 de 2011 | Colombia | Octavos de final |

## Clubes
| Club                 | País      | Año           |
| -------------------- | --------- | ------------- |
| Juventud Retalteca   | Guatemala | 2011 - 2012   |
| CSD Municipal        | Guatemala | 2012 - 2013   |
| Deportivo Malacateco | Guatemala | 2013 - 2014   |
| Antigua GFC          | Guatemala | 2014 - 2015   |
| CSD Municipal        | Guatemala | 2015 - 2016   |
| Deportivo Malacateco | Guatemala | 2016-2019     |
| Xelajú MC            | Guatemala | 2019-presente |

- Datos: Q20994208